# Elisavet Mystakidou
Elisavet „Elli“ Mystakidou (griechisch Ελισάβετ «Έλλη» Μυστακίδου; * 14. August 1977 in Giannitsa) ist eine ehemalige griechische Taekwondoin. Sie startete in der olympischen Gewichtsklasse bis 67 Kilogramm.

## Erfolge
Elisavet Mystakidou wurde 2000 in Patras in der Gewichtsklasse bis 72 Kilogramm Europameisterin und gewann zwei Jahre darauf in Samsun in der Gewichtsklasse bis 67 Kilogramm Silber. Bei Weltmeisterschaften sicherte sie sich in unterschiedlichen Gewichtsklassen dreimal Bronze: 1993 in New York City (über 70 Kilogramm), 2001 in Jeju-si (bis 72 Kilogramm) und 2003 in Garmisch-Partenkirchen (bis 67 Kilogramm). Zweimal nahm sie an Olympischen Spielen teil: 2004 erreichte sie in Athen den Finalkampf, in dem sie Luo Wei mit 6:7 knapp unterlag und somit die Silbermedaille gewann. Bei den Olympischen Spielen 2008 schied sie dagegen bereits nach dem ersten Kampf gegen Asunción Ocasio aus.